# 우치다 렌페이
우치다 렌페이(일본어: 内田 錬平, 1991년 4월 26일 ~ )는 일본의 축구 선수이다.

## 구단 경력
그는 2013년부터 J리그의 카탈레 도야마, 도치기 시티에서 뛰었다.